# Pod medvedovim dežnikom
Pod medvedovim dežnikom je kratka živalska sodobna pravljica, ki jo je napisala ena izmed najpomembnejših slovenskih mladinskih književnic Svetlana Makarovič. Glavna tema napisanega književnega besedila je dobrota glavnega junaka.
Pravljica Pod medvedovim dežnikom je izšla v zbirki živalskih pravljic z naslovom Miška spi, ki je prvič izšla leta 1972, potem pa še leta 1975. Izšla je tudi samostojno pri založbi Mladinska knjiga, leta 1999 z ilustracijami Gorazda Vahna.

## Vsebina
Pravljica se dogaja v gozdu in se prične z dogodkom, ko glavni junak medved za darilo dobi rdeč dežnik, zato potem neučakano pričakuje dež, da bi dežnik lahko tudi uporabil. Kmalu začne deževati, medved odpre dežnik in se odpravi po gozdu. Sreča srnico, zajčka, veverico in miško in vse vzame pod svoj dežnik, da živali ne bi bile mokre. Toda dežnika nima samo medved, ampak tudi lisica. Pod njenim dežnikom pa je prostor le zanjo. Kmalu preneha deževati in živali se odpravijo domov. Pride nedelja, z njo pa tudi čas obiskov in potepov. Hvaležne živali hitijo na obisk k medvedu, ki jim je ponudil pomoč v dežju. Tudi lisica si želeli družbe, ker je osamljena. Toda družbe ne dobi.